# Castello Gizzi
Das Castello Gizzi ist eine Höhenburg in der italienischen Gemeinde Torre de’ Passeri in der Provinz Pescara.

## Geschichte

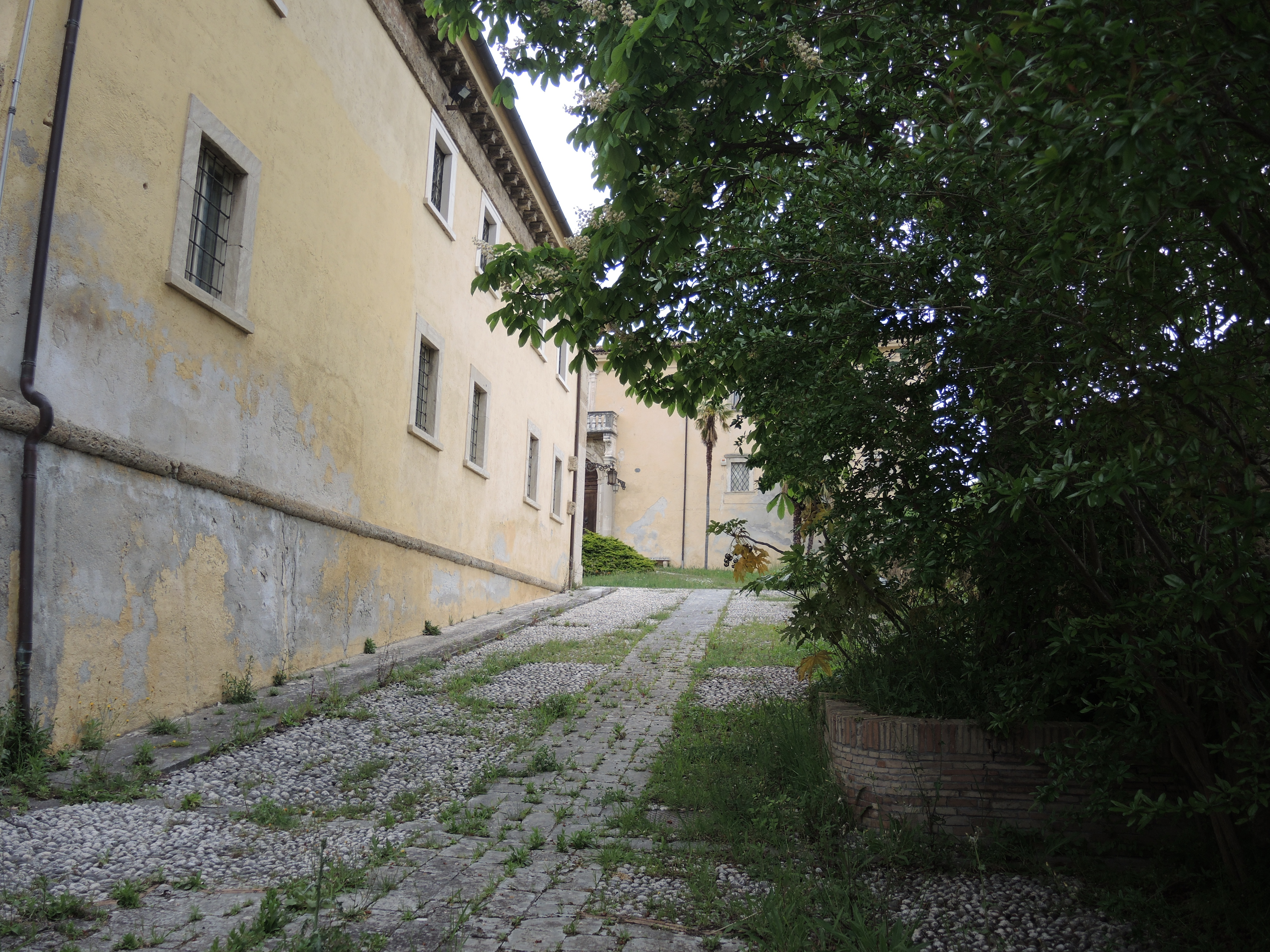
Zufahrtsstraße

Die Burg ließ 1719 die Markgräfin Smeralda Mazara di Sulmona auf den Resten einer der Verteidigungstürme aus dem 12. Jahrhundert, der zum Kloster San Clemente a Casauria gehörte, erbauen.
1967 ging die Burg von der Familie Mazara an die Familie Gizzi über. 1979 wurde sie Sitz des Istitudo di Studi e Ricerche des Casa di Dante in Abruzzo, das Corrado Gizzi gegründet hatte. Darüber hinaus gründete dieser auch noch das Dantemuseum „F. Bellonzi“ und die Bibliothek „M. A. Caldora“.

## Beschreibung
Die Burg besteht aus einem Hauptgebäude, einem Nebengebäude, einem Keller und einem 8 Hektar großen Park. Das Hauptgebäude hat vier Stockwerke. Die Hauptfassade hat ein steinernes Portal mit einem Balkon darüber, über dem sich ein Wappen der Familie Mazara findet.
Neben dieser Hauptfassade gibt es fünf mittelalterliche Bögen und auf dem Vorplatz der Burg einen Sarkophag aus dem 4. Jahrhundert v. Chr. sowie Reste von Säulen aus der Kaiserzeit.

## Stiftung Casa di Dante in Abruzzo
In der Burg ist die Stiftung Casa di Dante in Abruzzo unter der Verwaltung der MiBACT untergebracht. Die 1967 von den Gizzis erworbene Burg ist seit 1979 Sitz des Istitudo di Studi e Ricerche des Casa di Dante in Abruzzo, das in Pescara von Corrado Gizzi, Ermano Circeo, Luigi Iachini Bellisari, Piero De Tommaso, Dante Marramiero und Giuseppe Profeta gegründet wurde. Dank des Beitrags der großen nationalen und internationalen Dante-Anhänger hat das Institut hat das Ziel, die Werke und das Denken von Dante Alighieri zu verbreiten. Es ist in der Provinz Pescara ansässig, hat einen Präsidenten, ein wissenschaftliches Komitee und eine Exekutive, zu der Dante-Dozenten und -Studierende aus allen vier Regionen der Abruzzen gehören. Das Institut arbeitet mit den wichtigsten Dante-Städten, wie Florenz, Ravenna und Rom zusammen, fördert Debatten, Konvente und Runde Tische und Konferenzen. Die offiziellen Aktivitäten des Casa di Dante begannen 1980 mit der Konferenz von Giorgio Petrocchi in Pescara und wurden 1981 mit dem Beginn der Konferenz „Dante e il Rossettismo“ unter der Leitung des Dantisten Gabriele Rossetti aus Vasto fortgesetzt, die dann der Malersohn ‚‘Dante Gabriel‘‘ übernahm.
Am 23. Dezember 2005 wurde die moralische Einheit der Stiftung „Casa di Dante in Abruzzo“ mit dem Sitz im Castello Gizzi geschaffen, wogegen davor häufig Konferenzen in Pescara abgehalten wurden. Nach den Schäden vom 6. April 2009 wurde die Burg restauriert und 2019 wiedereröffnet. Dort ist jetzt der offizielle Sitz der Stiftung.